# De angst voor vrijheid
De angst voor vrijheid is een boek van psychoanalyticus, filosoof en sociaal psycholoog Erich Fromm. Het werd in 1941 uitgegeven, eerst onder de titel Escape from Freedom, later als The Fear of Freedom.
Met dit boek wilde Fromm, naast zijn karakterstudies van de moderne mens, de interacties tussen psychologische en sociologische factoren onderzoeken en voornamelijk de "totalitaire vlucht uit vrijheid". Dit was destijds actueel door de miljoenenaanhang in de voormalige democratische landen Italië en Duitsland van de dictators Mussolini en Hitler.
Later heruitgaven zijn sinds 1999 uitgegeven met een woord vooraf door Fernando Savater.

## Inhoud
In het voorwoord benoemt de auteur de hoofdzaak van het boek:
De stelling van het boek is dat nadat de moderne mens zichzelf heeft bevrijd van de ketenen van de pre-individualistische samenleving, die hem tegelijkertijd veiligheid gaf en hem grenzen stelde, hij nog steeds geen vrijheid heeft verworven in de zin van vrijheid als positieve realisatie van zijn individuele zelf.— De stelling van het boek in het voorwoord
Fromm onderzoekt eerst het concept van vrijheid zelf, dat wil zeggen. Vrijheid als "psychologisch probleem/fenomeen". Daarna kijkt hij naar de historische ontwikkeling van het individualisme en de dubbelzinnigheid van het vrijheidsbegrip. Daarna richt hij zich op ontsnappingsmechanismen uit de vrijheid.
- De vlucht in autoritarisme (het “autoritaire karakter/persoonlijkheid”).
- De vlucht in destructieve activiteiten tegen anderen of zichzelf.
- De vlucht in conformisme.

De ontsnappingsmechanismen worden onderzocht vanuit dieptepsychologisch perspectief, dat wil zeggen rekening houdend met de kracht van het onbewuste. De autoritaire persoonlijkheid werd in navolging van Fromm verder onderzocht en beschreven door Theodor Adorno en enkele andere auteurs, zoals Frenkl-Brunswik, Levinson en Sanford.

## Samenhang
Eerder, rond 1936, werd onder leiding van Fromm, het autoritaire karakter/persoonlijkheid empirisch onderzocht middels een enquête onder Berlijnse arbeiders en werknemers. 
Deze studie voerde hij uit "aan de vooravond van het Derde Rijk" voor het Frankfurter Institut für Sozialforschung.
Fromm ontwikkelde zijn karaktertheorie verder in zijn boek Psychoanalyse en Ethiek (Psychoanalyse und Ethik, 1946).